# Polar Air Cargo
Polar Air Cargo — американська вантажна авіакомпанія, що базується в місті Пурчейз, штат Нью-Йорк. Вона виконує регулярні вантажні авіаперевезення в аеропорти Північної Америки, Азії, Європи і Близького Сходу. Базується в Анкориджськом аеропорту на Алясці. Основні хаби: Лос-Анджелес, Цинциннаті/Північний Кентуккі і Міжнародний аеропорт Гонконгу.

## Історія
Polar Air Cargo була заснована у 1993 році як спільне підприємство між Southern Air Transport і GE Capital Aviation Services (GECAS). Перевезення почалися в червні 1993 з чартерними перевезеннями; пізніше почалися регулярні перевезення.
У листопаді 2001 року Polar була викуплена холдингом Atlas Air Worldwide Holdings (AAWW). Власники компанії: Atlas Air Worldwide Holdings (51 %) і DHL (49 %). У штаті компанії 736 співробітників (на березень 2007 року).

## Географія польотів

### Регулярні перевезення
Polar виконує регулярні вантажні перевезення через Тихий і Атлантичний океани, на ринки Азії та Близького Сходу. Також виконуються рейси між Шанхаєм і Анкориджем, Чикаго, Лос-Анджелесом, Цинциннаті і іншими містами Європи і Азії.

### Чартерні перевезення
Polar Air Cargo також виконує чартерні вантажні перевезення під будь-які запити замовника, в будь-який аеропорт світу, здатний приймати Boeing 747.Рейси виконуються на літаках Boeing 747-400 і Boeing 747-8.

## Флот

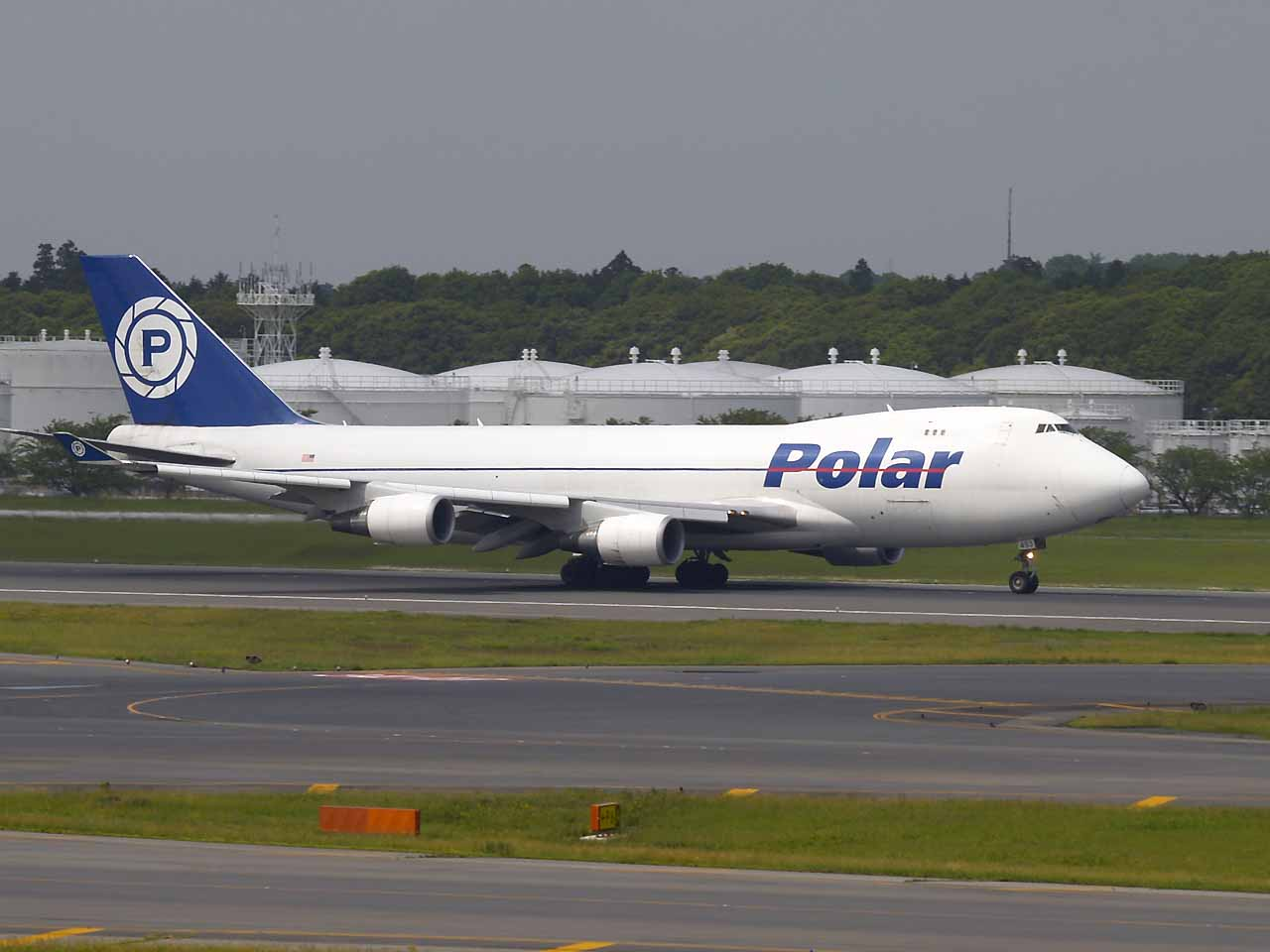
Вантажний Boeing 747-400F компанії Polar Air Cargo (бортовий номер N453PA)

На вересень 2013 року Polar Air Cargo експлуатувала: